# Cookeconcha
Cookeconcha é um género de gastrópode da família Endodontidae.

## Espécies
Este género contém as seguintes espécies:
- †Cookeconcha antiqua Solem, 1977
- Cookeconcha cookei (Cockerell, 1933)
- Cookeconcha decussatula (Pease, 1866)
- Cookeconcha elisae (Ancey, 1889)
- Cookeconcha henshawi (Ancey, 1904)
- Cookeconcha hystricella (L. Pfeiffer, 1859)
- Cookeconcha hystrix (L. Pfeiffer, 1846)
- Cookeconcha intercarinata (Mighels, 1845)
- Cookeconcha jugosa (Mighels, 1845)
- Cookeconcha lanaiensis (Sykes, 1896)
- Cookeconcha luctifera (Pilsbry & Vanatta, 1905)
- Cookeconcha nuda (Ancey, 1899)
- Cookeconcha paucicostata (Pease, 1871)
- Cookeconcha paucilamellata (Ancey, 1904)
- Cookeconcha ringens (Sykes, 1896)
- Cookeconcha stellula (Gould, 1844)
- †Cookeconcha subpacifica (Ladd, 1958)
- Cookeconcha thaanumi (Pilsbry & Vanatta, 1905)
- Cookeconcha thwingi (Ancey, 1904)